# The Incredible Machine
The Incredible Machine is een computerspel waarbij men een constructie in elkaar moet steken die aan de hand van kettingreacties het opgelegde doel bereikt.

## Doel
Het doel is bijvoorbeeld: zorg ervoor dat de kat uit haar hok ontsnapt.  Naast het hoofdscherm staan diverse objecten die de speler op het speelbord kan plaatsen.  De objecten zijn zeer uiteenlopend: ballen, transportbanden, kaarsen, visbokalen, trampolines, bommen, raketten, scharen, touwen, katrollen...

## Levels en opdrachten
In de beginlevels dient de speler 1 kettingreactie te maken zoals: laat een bal vallen die terechtkomt op een pomp. De pomp blaast tegen een schaar, de schaar knipt een touw door, daardoor valt een hek omlaag waardoor de kat kan ontsnappen. In verdere levels dienen er meerdere aparte constructies gemaakt te worden die samen het doel bereiken.

## Representatie van de werkelijkheid
Het hele spel is gebaseerd op werkelijke fysica of logica:
- Tandwielen zullen in de juiste richting draaien
- Touwen verbonden met wipplanken zullen de wip in de juiste richting doen kantelen
- Een kat zal steeds in de richting van de muis lopen
- Een muis zal steeds in de richting van kaas lopen
- Een raket zal pas stijgen nadat het ontstekingsmechanisme is geactiveerd
- Een kaars zal een touw laten doorbranden
- Een ballon gevuld met helium zal stijgen

## Vervolgspellen
Er werden nog enkele vervolgen gemaakt van het spel:
- The Even More Incredible Machine (1993, MS-DOS / Windows)
- The Incredible Machine 2 (1994, MS-DOS / Macintosh)
- The Incredible Machine - Version 3.0 (1995, Windows / Mac OS)
- Return of the Incredible Machine: Contraptions (2000, Windows / Mac OS)
- The Incredible Machine: Even More Contraptions (2001, Windows / Mac OS)

## Sid & Al
Sid & Al is een spin-off van "The Incredible Machine". Het concept is min of meer hetzelfde, maar humoristisch opgevat. Het is nog steeds de bedoeling om een kettingreactie te maken. Het einddoel is steeds om één (of beide) hoofdpersonage(s) uit te schakelen. In 1993 verscheen in deze reeks het spel Sid & Al Incredible Toons. In 1994 verscheen er een vervolg Sid & Al: The Incredible Toon Machine.

### Voorwerpen en personages
Er zijn heel wat voorwerpen en personages in het spel beschikbaar. De naam van de personages is veelal gebaseerd op een alliteratie. Sommige voorwerpen hebben last van gravitatie en zullen vallen (of stijgen), anderen blijven op hun plaats staan.
Een aantal voorbeelden dewelke in het spel voorkomen:
| Onderdeel        | Omschrijving | Gravitatie |
| ---------------- | --- | ---------- |
| Sid E. Mouse     | Sid de muis. Hij is een van de twee hoofdpersonages dat, naargelang de opdracht, al dan niet geraakt moet worden op het einde van de kettingreactie. Zijn naam is afgeleid van "City Mouse", wat vertaald kan worden naar huismuis. | Nee        |
| Al E. Cat        | Al de kat. Hij is het andere hoofdpersonage dat, naargelang de opdracht, al dan niet geraakt moet worden op het einde van de kettingreactie. Zijn naam is afgeleid van "Alley Cat", wat straatkat betekent. | Nee        |
| Bik Dragon       | Een draakje dat vuur spuwt wanneer hij wordt geraakt. Het vuur kan worden gebruikt om: - bommen af te laten gaan - theepotten op te warmen - ballonnen te doen ontploffen - Sid en Al te laten verbranden. Bik Dragon is afgeleid van Big Dragon, wat grote draak betekent. Humoristisch detail: Bik Dragon is kleiner dan Sid.                                                                                     | Nee        |
| Eunice Elephant  | De situatie bepaalt wat Eunice zal doen - Ze rent steeds weg van Sid. - Ze trompettert wanneer ze langs achter wordt geraakt. - Ze katapulteert zaken terug wanneer deze op haar slurf vallen. - Ze zuigt met haar slurf zaken op die voor haar liggen. Eunice wordt hetzelfde uitgesproken als "U niece". In het Engels is "U" een verkorte vorm van "you" of "your". Vrij vertaald staat er: uw nicht de olifant. | Nee        |
| Teapot           | Een theepot die stoom aflaat wanneer: - Bik Dragon vuur tegen de theepot uitspuwt - De haardroger de theepot opwarmt. | Nee        |
| Ratapult         | Een katapult in de vorm van een rat. Ratapult is dus een woordspeling van katapult en rat. De ratapult vuurt rotsblokken af wanneer deze wordt geraakt | Nee        |
| Balloon          | De met helium gevulde ballon stijgt op. Met behulp van een touw kunnen er andere voorwerpen aan worden vastgebonden die tezamen met de ballon opstijgen. | Ja         |
| Magnifying Glass | Met behulp van het vergrootglas kan Sid zich zo groot laten tonen dat Al van schrik wegloopt | Nee        |
| Piano / Anvil    | De piano en aambeeld kan men op personages laten vallen. De reactie van de laatsten varieert. Piano's en aambeelden kunnen ook aan koorden worden vastgebonden. | Ja         |
| Bubble Gum       | Wanneer Sid of Al kauwgom eten, zullen ze in de kauwgombel belanden en vervolgens opstijgen tot wanneer een ander voorwerp ervoor zorgt dat de bel ontploft. | Ja         |
| Fish             | Al eet graag vis en zal steeds deze richting uit proberen te lopen tot wanneer een obstakel zijn pad verhindert. | Ja         |
| Cheese           | Sid eet graag kaas en zal steeds deze richting uit proberen te lopen tot wanneer een obstakel zijn pad verhindert. | Ja         |
| ...              | ... | ...        |

## Trivia
- Het spel is opgenomen in het boek 1001 Video Games You Must Play Before You Die van Tony Mott.